# Eoin Collins
Eoin Collins (* 28. Juli 1968 in Dublin) ist ein ehemaliger irischer Tennisspieler, der auch die US-amerikanische Staatsbürgerschaft besitzt.

## Werdegang
Collins konnte sich nie auf einer höheren Profiebene wie etwa der ATP Challenger Tour durchsetzen, auch wenn er 1991 einen Titel im Doppel gewinnen konnte. Auch für Grand-Slam-Turniere hatte er sich nie qualifiziert.
Er nahm an jedoch an zwei Olympischen Spielen teil: 1988 in Seoul und 1992 in Barcelona. Bei beiden Teilnahmen trat er mit Owen Casey in der Doppelkonkurrenz an. Sie verloren 1988 in der Auftaktrunde gegen die Israelis Amos Mansdorf und Gilad Bloom in vier Sätzen. 1992 konnten sie die erste Runde gegen die Mexikaner Leonardo Lavalle und Francisco Maciel gewinnen. Im Achtelfinale gegen die Schweizer Jakob Hlasek und Marc Rosset blieben sie jedoch in drei Sätzen chancenlos.
Collins bestritt zwischen 1987 und 2004 insgesamt 20 Begegnungen für die irische Davis-Cup-Mannschaft. Während seine Einzelbilanz mit 8:13 negativ ist, konnte er acht von vierzehn Partien im Doppel gewinnen.